# Estação Chevaleret
Chevaleret é uma estação da linha 6 do Metrô de Paris, localizada no 13.º arrondissement de Paris.

## Localização
A estação está localizada acima da avenue Vincent-Auriol, entre a rue du Chevaleret e a rue Louise-Weiss.

## História

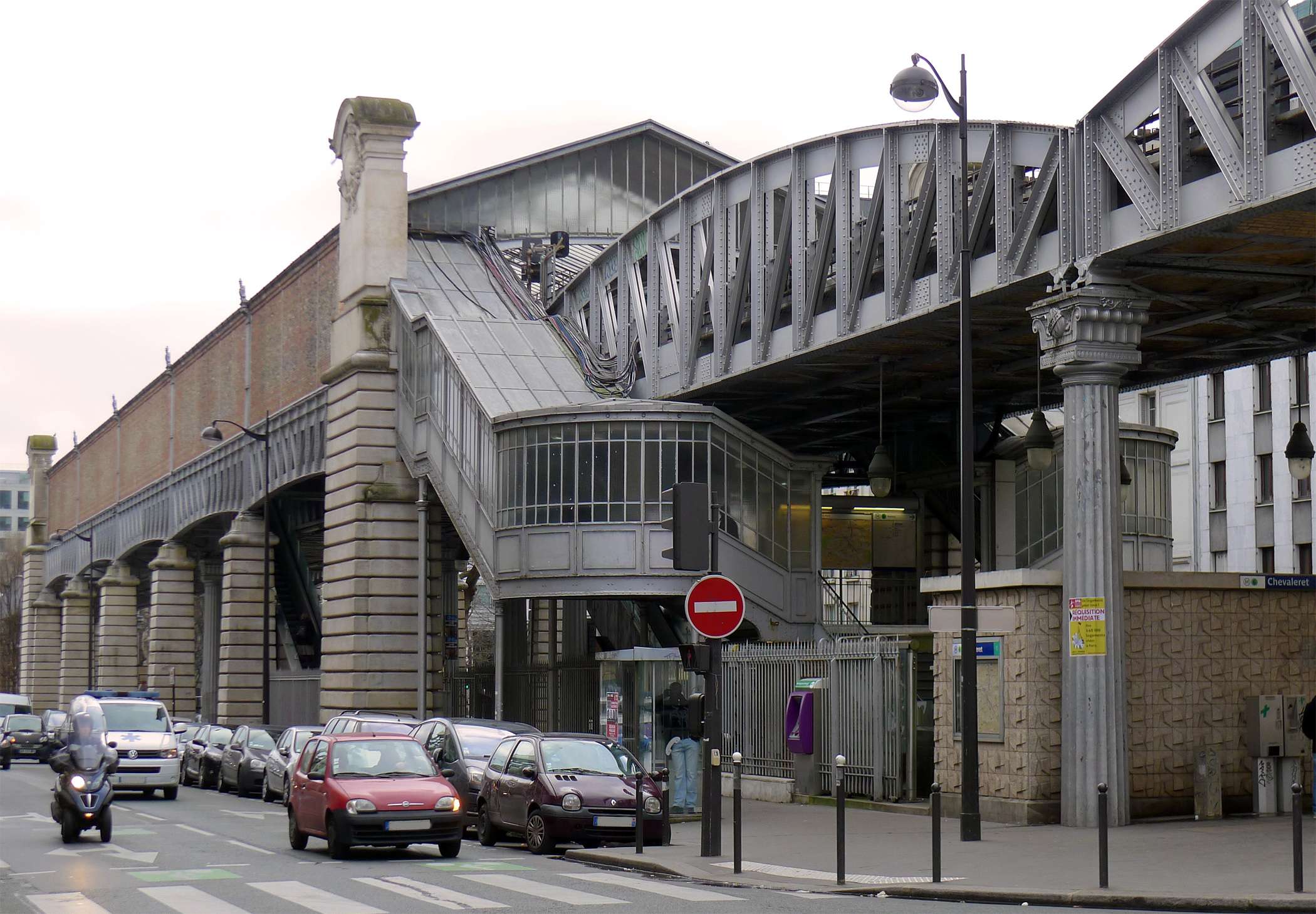
Estação de metrô Chevaleret, ao longo do boulevard Vincent-Auriol.

A estação, aberta em 1909, deve o seu nome à sua proximidade com a rue du Chevaleret. Este já existia em 1670; seu nome veio de uma localidade provavelmente ela mesma do nome de sua propriedade.
Em 2016, segundo as estimativas da RATP, a frequência anual da estação é de 3 550 425 passageiros, o que a coloca na 146ª posição das estações de metro por sua frequência em 302.

## Serviços aos passageiros

### Acesso
Depois da sala de vendas de bilhetes, o acesso às plataformas pode ser feito por escadas fixas ou escadas rolantes, sendo estas últimas reservadas para a subida.

### Plataformas
As plataformas da estação são elevadas.

### Intermodalidade
A estação é servida pela linha 61 da rede de ônibus RATP.

## Pontos turísticos
- Hospital da Salpêtrière
- Ministério da Economia e das Finanças
- Halle Freyssinet

## Projeto
Uma extensão da linha 10, passando por esta estação, está em estudo de Gare d'Austerlitz a Ivry-sur-Seine, place Gambetta.